# Олівер Кромвель
О́лівер Кро́мвель (англ. Oliver Cromwell; 25 квітня 1599 — 3 вересня 1658) — англійський державний діяч, військовик і революціонер. Лорд-протектор Англії в 1653–1658 роках, лідер пуритан. Військовий керівник громадянської війни в Англії, прибічник парламентаризму, один з організаторів армії парламенту Англії в боротьбі з королівською армією під час Громадянської війни. Його вважають національним героєм Англії, попри його дії стосовно королівської влади в країні та екзекуцію Карла I.

## Парламент
Кромвель став членом парламенту 1628–1629 років від Гантінгдона. Записи парламенту показали лише одну його промову. Після розпуску парламенту Карлом I у 1629 році король правив країною протягом 11 років без парламенту. Коли Карл I зіткнувся з шотландським повстанням, відомим як Єпископські війни, йому довелося зібрати парламент у 1640 році через нестачу коштів. Кромвель повернувся до парламенту, але збори тривали тільки три тижні, та стали відомі як «Короткий парламент».
3 листопада 1640 року знову було скликано парламент, що став відомий як «Довгий парламент». Олівер Кромвель брав участь як депутат від Кембриджа. Він налагоджував сімейні та релігійні зв'язки з представниками палати лордів та палати громад.

## Військова кар'єра
На початку Англійської громадянської війни Кромвель почав свою військову кар'єру, очоливши кавалерійський загін із 60 вершників, відомий як «Залізнобока кавалерія», який став основою його Армії нового зразка. Лідерство Кромвеля у битві під Марстон-Муром (1644 рік) привело його до великого піднесення. Кромвель виявився талановитим полководцем. Його війська одну за одною отримували перемоги над прибічниками короля, саме армія Кромвеля вщент розбила Карла I у вирішальному, бою при Незбі 14 червня 1645 року. Як лідер парламентської коаліції та командир армії Нової моделі (також відомої, як «круглоголові»), Кромвель переміг короля Карла I, поклавши край домаганням монарха до абсолютної влади. Олівер Кромвель, отримавши певні повноваження, скасував верхню палату парламенту та призначив раду зі своїх бойових соратників-протестантів.
За нового лідера, Олівера Кромвеля, було прийнято такі поправки: заборонили дуелі у армії, дозволили брати цивільний шлюб, все королівське майно передали до державної скарбниці. Кромвель також мав титул генералісимуса.
Проте, взявши владу до рук (отримавши новий титул лорд-протектора), Кромвель почав наводити суворий порядок, встановлювати свою диктатуру. Він жорстоко придушив повстання в Ірландії та Шотландії, розділив країну на 12 військових губернаторств на чолі з підзвітними йому генерал-майорами, ввів охорону головних доріг, налагодив систему оподаткування. Гроші на фінансування перетворень були стягнуті з переможених прибічників короля.
Під час свого правління Олівер Кромвель уклав мир із Данією, Швецією, Голландією, Францією, Португалією. Він продовжив війну з давнім ворогом Англії — Іспанією. Послідовністю та непорушністю Кромвель домігся того, що у Європі шанували й Англію і його главу — лорд-протектора. Після встановлення у країні порядку, Кромвель дозволив обрати парламент. Він відмовився прийняти корону і був визнаний гідним самому призначити наступника, нового короля.
До самої смерті Кромвель був популярним серед народу, зокрема завдяки іміджу «народного» політика на противагу респектабельним дворянам та королю. Особливе значення мала абсолютна непідкупність Кромвеля. Кромвель постійно був під охороною (існувало кілька підрозділів, постійно змінюваних одне одним за графіком чергування) і найчастіше змінював місця нічлігу.
При Кромвелі Англія залишалася республікою. Після його смерті від тяжкої гарячки (яку, імовірно, спричинила малярія) лорд-протектором став його старший син Річард, а самого Олівера поховали із надзвичайною пишністю. Кромвеля, імовірно, можна було б урятувати, адже його лікарі призначили йому настойку кори хінного дерева, яка містить хінін, що згубно діє на малярійного збудника і також має властивості зменшувати гарячку. Але Кромвель заборонив йому давати ці ліки, які на той момент мали назву «Єзуїтська настоянка», саме через цю назву, вважаючи, «що нічого хорошого такі ліки не можуть нести англійцям». Після смерті Кромвеля в країні почався справжній хаос: сваволя чиновників і заворушення — оскільки влада була зосереджена в руках військових людей. Депутати побоювалися перспектив такого становища у країні й швидко закликали на трон сина недавно страченого ними короля Карла I — Карла II. Після цього тіло Кромвеля викопали із могили і стратили на шибениці, як державного зрадника.

## Дозвіл юдаїзму і лихварства
Юдеї, які проживали у Англії, займалися лихварством, яке було заборонено іншими релігіями. Король Англії Едуард I у 1275 році видав Єврейський статут, який забороняв лихварство для юдеїв і змушував їх зайнятися іншими професіями. У 1290 році він видав Едикт про вигнання, згідно з яким юдеї виганялися з Англії, і понад три з половиною століття їм було заборонено мешкати в цій державі.
Лідер амстердамської єврейської громади рабин Менаше Бен-Ісраель написав «Смиренне Звернення до Лорда-протектора Англії, Шотландії та Ірландії в ім'я Єврейської Нації». У вересні 1655 року він прибув до Лондона, де Кромвель взяв його під своє заступництво і навіть призначив йому пенсію. У швидкому поверненні на британські острови Менаше бачив здійснення давніх пророцтв. У своїй книзі «Мікве Ісраель» (Збори Ізраїлю) він написав: «Ще до геули, кінцевого позбавлення єврейського народу, здійсниться сказане в Торі: „І розпорошить тебе Бог від краю землі і до краю землі“(Дваро 28:64) — і потраплять сини Ізраїлю в своїх поневіряннях на „край землі“, в Англію». Його надії на успіх були засновані на переконанні, що англійські пуритани поділяли мілленарізм голландських кальвіністів, що для настання 1000-річного царства Юдеї повинні бути розсіяні по всіх країнах.
31 жовтня рабин Менаше Бен-Ісраель звернувся до ради з петицією із семи пунктів, у якій, зокрема, закликав дозволити повернення юдеїв до Англії.
Це питання обговорювалося на скликаній Кромвелем у Вайтхоллі з 4 по 18 грудня конференції політиків, юристів і теологів. Більшість учасників конференції піддали пропозицію Кромвеля критиці, тому розгніваний лорд-протектор розпустив збори і дозволив юдеям повернутися до Англії неофіційно.

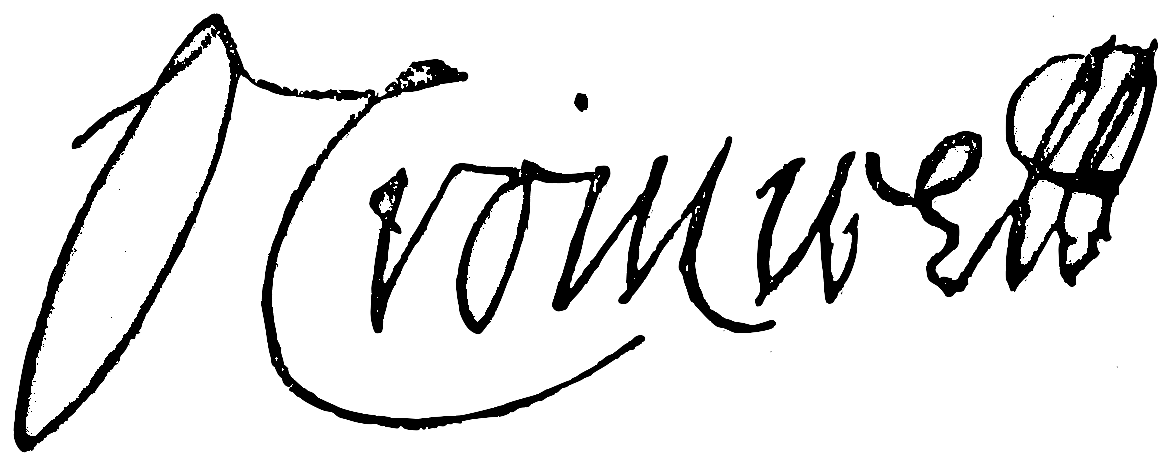
Автограф Кромвеля 1651

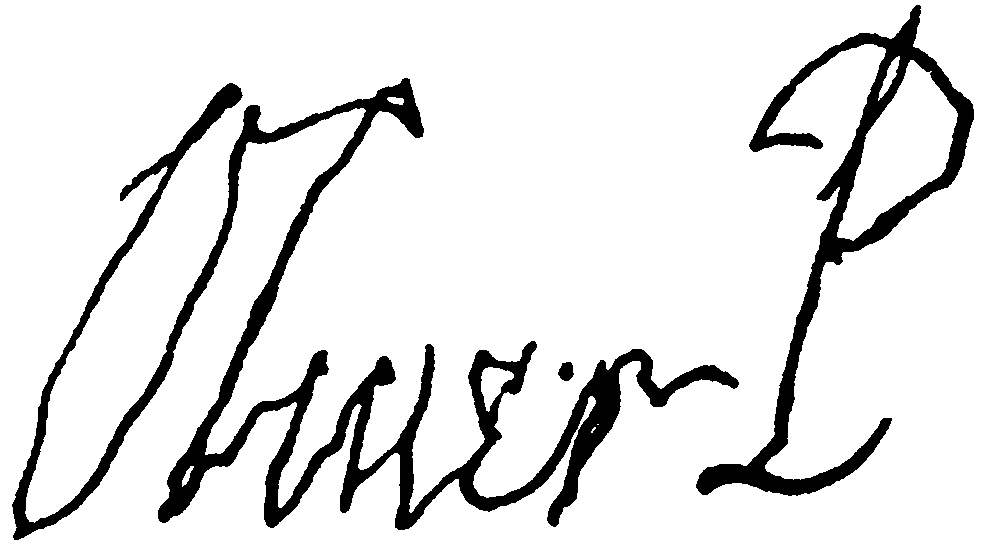
Автограф Кромвеля 1657 (тремтячою рукою)

У результаті зусиль рабина Менаше Бен-Ісраеля і Кромвеля у 1656 році марани, які прибули до Англії в торгових справах, відкрито повернулися в юдаїзм та отримали дозвіл на проведення своїх богослужінь. А у 1660 році юдеї отримали право вільно селитися на британських островах і займатися лихварською діяльністю.